# Культуры вины и стыда
В культурной антропологии различие между обществом вины или культурой вины, обществом стыда или культурой стыда и культурой чести-стыда или культурой страха используется для классификации разных культур. Различия могут относиться к тому, как поведение регулируется государственными законами, правилами ведения бизнеса или социальным этикетом. Эта классификация была применена, в частности, к так называемым «аполлоническим» обществам, сортируя их в соответствии с эмоциями, которые они используют для контроля над людьми (особенно детьми) и поддержания социального порядка, склоняя их к подчинению нормам и соответствию.
В обществе чувства вины контроль поддерживается путем создания и постоянного усиления чувства вины (и ожидания наказания сейчас или в загробной жизни) за определённое осуждаемое поведение. Мировоззрение вины фокусируется на законе и наказании. Человек в этом типе культуры может спросить: «Является ли мое поведение справедливым или несправедливым?». Этот тип культуры также подчеркивает индивидуальную совесть.
В обществе стыда средством контроля является внушение стыда и дополнительная угроза остракизма. Мировоззрение стыда-чести стремится к «балансу чести» и может привести к динамике мести. Человек в этом типе культуры может спросить: «Мне будет стыдно, если я совершу поступок X?» или «Как люди будут смотреть на меня, если я совершу поступок Y?» Культуры стыда, как правило, основаны на понятиях гордости и чести. Часто действия ― это всё, что имеет значение.
В обществе страха контроль поддерживается страхом возмездия. Мировоззрение страха фокусируется на физическом доминировании. Человек в этой культуре может спросить: «Кто-нибудь причинит мне боль, если я сделаю это?»
Терминология была популяризирована Рут Бенедикт в книге «Хризантема и меч» (1946), описавшей американскую культуру как «культуру вины», а японскую культуру как «культуру стыда».

## Общества чувства вины
В обществе чувства вины основным методом социального контроля является внушение чувства вины за поведение, которое индивид считает нежелательным. Характерной особенностью обществ вины является предоставление санкционированных освобождений от чувства вины за определенное поведение, будь то до или после факта. В таких случаях у авторитетных фигур есть возможность получить власть, деньги или другие преимущества, манипулируя условиями вины и прощения вины.
Пол Гиберт характеризует общество вины следующим образом: «Вина ― это чувство, которое возникает, когда мы нарушаем абсолютные стандарты морали внутри нас, когда мы нарушаем нашу совесть. Человек может страдать от чувства вины, хотя никто другой не знает о его или ее проступке; это чувство вины облегчается признанием в проступке и возмещением ущерба. Культуры истинного чувства вины полагаются на внутреннее убеждение в грехе как на средство обеспечения хорошего поведения, а не на внешние санкции, как это делают культуры стыда. Культуры вины подчеркивают наказание и прощение как способы восстановления морального порядка; культуры стыда подчеркивают самоотречение и смирение как способы восстановления социального порядка».
Западное общество представляет собой «культуру вины» ― это значит, что вина рассматривается как продукт индивидуального сознания, как результат нарушения определённых внутренних установок. Если человек совершает что-то плохое, он чувствует себя виноватым, даже если об этом никто не узнает. Это во многом связано и с идеей греха, ключевой для христианства: человек грешит, кается, может даже исповедоваться или купить индульгенцию ― очиститься, чтобы с чистой совестью грешить снова. В культуре вины всё построено на том, что человек без внешних укоров и напоминаний сам чувствует себя виноватым и раскаивается за плохие поступки.

## Общества чувства стыда

### Япония
Зависимость японцев от окружающих людей находит отражение в разделении на «культуру вины» и «культуру стыда», введённом в этнопсихологию американским антропологом Рут Бенедикт в её книге «Хризантема и меч», объясняющей устройство японского общества, и известной во всём мире как один из важнейших источников знаний о японском национальном характере. Эта книга создавалась при далеко не идеальных обстоятельствах, поскольку она была написана в первые годы Второй мировой войны в попытке понять людей, которые стали таким могущественным врагом союзников. В условиях войны было невозможно проводить полевые исследования в Японии.
Не имея возможности учиться в Японии, Бенедикт полагалась на вырезки из газет, истории, литературу, фильмы и интервью американцев японского происхождения. Её исследования привели к выводам о японской культуре и обществе, которые до сих пор широко критикуются как в Соединенных Штатах, так и в Японии.
В соответствии с моралью синто человек не является виноватым, если он никак не навредил обществу и если никто не в курсе того, что он совершил. Можно творить сколь угодно плохие поступки, но при этом не испытывать никаких душевных терзаний или раскаяния. Однако всё меняется, если о поступке узнают окружающие люди, поскольку общественного остракизма японец боится больше всего на свете. Нарушение социальных норм ведёт к появлению стыда, поскольку «стыдно поступать иначе, чем принято», и исповедь тут не принесёт облегчения. Японцу страшны не внутренние терзания перед самим собой, ему страшнее, если окружающие люди будут его стыдиться.

### Китай
В Китае концепция стыда широко распространена благодаря конфуцианскому учению. В Аналектах Конфуций цитируется так: «Направляйте людей административными запретами и ставьте их на место с помощью уголовного права, и они будут избегать наказаний, но не будут испытывать чувства стыда. Руководите ими с совершенством и ставьте их на место с помощью ролей и ритуальных практик, и в дополнение к развитию чувства стыда они будут гармонично упорядочивать себя».

### Цыгане
Для цыган, хотя и живущих как местное меньшинство в преимущественно христианских странах, понятие «стыд» имеет важное значение, в то время как понятие «грех» не имеет такого значения.